# Tao Framework
Tao Framework — библиотека, предоставляющая разработчикам .NET и Mono доступ к возможностям популярных библиотек вроде OpenGL и SDL. Она изначально была создана программистом на C# и OpenGL Randy Ridge, и с тех пор значительно расширена другими разработчиками.

## Привязки
- OpenGL 2.1.0.12
- Lua 5.1.3.0
- OpenAL 1.1.0.1
- PhysFS 1.0.1.2
- FreeGLUT 2.4.0.2
- SDL 1.2.13.0
- GLFW 2.6.0.0
- ODE 0.9.0.0
- Cg 2.0.0.0
- DevIL 1.6.8.3
- FreeType 2.3.5.0
- FFmpeg 0.4.9.0